# 阿爾法 (伊利諾伊州)
阿爾法（英語：Alpha）是位於美國伊利諾伊州亨利縣的一個村落。

## 地理
阿爾法的座標為41°11′32″N 90°22′51″W / 41.19222°N 90.38083°W，而該地最高點為海拔高度245米（即804英尺）。

## 人口
根據2010年美國人口普查的數據，阿爾法的面積為0.80平方千米，當中陸地面積為0.80平方千米，而水域面積為0.00平方千米。當地共有人口671人，而人口密度為每平方千米838人。